# 잭슨 니콜

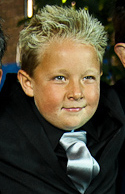
2013년 모습

잭슨 니콜(Jackson Nicoll, 2003년 12월 1일 ~ )은 미국의 전 배우이다. 2017년 연예계 생활을 그만두었다.

## 출연 작품

### 영화
- 파이터 (2010)
- 아서 (2011)
- 당신은 몇번째인가요? (2011)
- 오싹한 파티 (2012) - 앨버트 역
- 잭애스 프레젠트: 배드 그랜파 (2013) - 빌리 역
  - 잭애스 프레젠트: 배드 그랜파 .5 (2014)
- 스태튼 아일랜드 썸머 (2014, Staten Island Summer) - 웬델 역
- 북 오브 헨리 (2017)